# Conall Cernach
Conall Cernach è un eroe del Ciclo dell'Ulster, nella mitologia irlandese. Grande guerriero, di lui si diceva che avesse sempre dormito con la testa di un uomo del Connacht sotto le ginocchia. Il significato del suo epiteto, generalmente reso con "vittorioso, trionfante", è oggetto di dibattito: tra le traduzioni alternative figurano "spigoloso, dotato di angoli", "gonfio", "con il piatto, recipiente".

## Nascita
Suo padre era Amergin, sua madre Findchóem. Il matrimonio dei due era rimasto sterile finché Findchóem non ricevette da un druido il suggerimento di bere da un certo pozzo. Attingendo al pozzo la donna ingoiò un verme e subito rimase incinta. La sua protezione fu garantita dal fratello Cet mac Mágach, un uomo del Connacht, fino a che non diede alla luce il figlio Conall. I druidi si recarono dal piccolo per iniziarlo alla religione e profetizzarono che da grande avrebbe ucciso più di metà degli uomini del Connacht, rivali storici dell'Ulster, avendo sempre una testa del Connacht appesa alla cintura. A questo punto lo zio Cet prese il bambino e lo mise sotto il tallone per spezzargli il collo, ma non riuscì ad ucciderlo, lasciandolo però col collo storto per sempre.

## Il maiale di Mac Da Thó
Conall mantenne una fiera rivalità con Cet mac Mágach per il resto della sua vita. Svergognò lo zio alla casa di Mac Da Thó, un oste del Leinster, un giorno che i guerrieri del Connacht e dell'Ulster si trovarono lì a competere per la "porzione del campione" esaltando le proprie imprese contro i rivali. Cet si vantò di aver superato tutti i suoi rivali in combattimento (spesso mutilandoli, come accadde a Celtchar, evirato con un colpo di lancia). Quando sembrava ormai fatta per Cet ecco arrivare Conall, le cui imprese superavano di gran lunga quelle degli altri, Cet compreso. Cet ammette la sconfitta, ma dichiara che se lì fosse stato presente suo fratello Anlúan nessuno avrebbe potuto competere con le sue imprese. A quesl punto Conall getta la testa di Anlúan appena tagliata.

## Il banchetto di Bricriu
Conall compare come competitore per la "porzione del campione" al banchetto organizzato da Bricriu, seminatore di discordie. Ma stavolta ha meno fortuna.
In successione Bricriu si reca da Conall, da Lóegaire Búadach e da Cú Chulainn, e promette ad ognuno il pezzo pregiato del banchetto. Quando la festa inizia ognuno degli aurighi dei tre eroi reclama per il suo padrone la "parte del campione". Una rissa scoppia quindi tra i guerrieri, finché non intervengono da pacieri Conchobar, Fergus e Sencha.
Non contento Bricriu si reca dalle mogli dei tre, rispettivamente Lendabair moglie di Conall, Fedelm moglie di Lóegaire, ed Emer moglie di Cú Chulainn, promettendo ad ognuna la precedenza al banchetto, e suscitando nuove violenze tra i mariti. Emer fu la prima ad entrare, quando Cú Chulainn sollevò un lato della casa per farla entrare, gettando lo stesso Bricriu in un fosso.
Gli uomini dell'Ulster chiesero allora un arbitrato sulla disputa prima ai signori del Connacht, re Ailill e la regina Medb, poi a Cú Roí, re del Munster. In tutte le prove allestite Cú Chulainn risulta vincitore, ma non per questo Conall e Lóegaire ammettono la sconfitta.
Alla fine un orribile gigantesco villano compare ad Emain Macha, portando un'enorme ascia. Egli sfida ognuno dei tre eroi a spiccargli la testa dal collo, col patto di farsi a loro volta tagliare la testa il giorno dopo. Sia Lóegaire che Conall accettano di staccare la testa dello sfidante, che decapitato la solleva e se ne va. Ma il giorno dopo nessuno dei due rispetta la seconda parte del patto. Solo Cú Chulainn rispetta integralmente l'accordo. Il mostro gli salva per questo la vita e si rivela essere lo stesso Cú Roí. Cú Chulainn viene dichiarato vincitore e degno della "parte del campione" ad ogni banchetto dell'Ulster in cui si presenterà.

## La razzia del bestiame di Fráech
Un'altra volta Conall aiuta Fráech del Connacht a recuperare la moglie e i figli rapiti e le bestie rubate. I due eroi seguono le tracce in Alba (Scozia), attraversano la Gran Bretagna e superano la Manica, attraversano la Lombardia fin sulle Alpi, dove incontrano una ragazza irlandese che sorveglia le pecore. La ragazza rivela loro che il paese è dominato da guerrieri abituati a far razzie vicino e lontano, da poco tornati col bottino di Fráech. La pastorella invia Conall e Fráech dalla guardiana delle vacche, che rivela loro come il castello dov'è prigioniera la moglie di Fráech sia custodito da un serpente. La guardiana promette di aiutarli, lasciando aperta la porta del castello. Quando i due attaccano il forte il serpente salta alla cintura di Conall, ma non gli fa alcun male. La famiglia e il bestiame di Fráech vengono recuperati, il tesoro del castello rubato, e tutti tornano in Irlanda dalla via da cui sono venuti.

## La battaglia di Howth
Un giorno Conall combatte contro Mes Gedra, re di Leinster, in un duello che termina la battaglia scatenata da Athirne, poeta dell'Ulster. Mes Gedra ha perso una mano in uno scontro precedente, così per correttezza Conall combatte tenendo una mano dentro la cintura. 
Dopo la vittoria Conall taglia la testa del re, tenendola come trofeo. Quando mette la testa sulla sua spalla, essa però raddrizza il collo. Dato che l'auriga di Conall non riesce a sollevarla, gli toglie via il cervello, che mischia a della calce per meglio conservarlo. Questo stesso cervello calcificato verrà poi rubato da Cet e usato per uccidere Conchobar mac Nessa.

## La morte di Cú Chulainn
Conall e Cú Chulainn si erano promessi che chiunque dei due fosse stato ucciso per primo sarebbe stato vendicato dall'altro entro la notte. Quando Lugaid mac Con Roí e Erc mac Cairpri uccidono Cú Chulainn Conall dà loro la caccia. Lugaid aveva perso una mano in combattimento e di nuovo Conall affronta un monco con una mano sola. Stavolta però ha la meglio solo grazie al suo cavallo, che con un morso strappa un pezzo di fianco al suo avversario. Presa la testa dei due assassini dell'amico porta la testa di Erc a Tara, dove alla sua vista la sorella di Erc, Achall, muore di dolore.

## Sfida finale contro Cet
Dopo una razzia nell'Ulster Conall insegue Cet, uccidendo ventisette uomini del Connacht e prendendo le loro teste. Avendo nevicato egli è in grado di trovare facilmente le tracce. Raggiuntolo è riluttante ad affrontarlo, finché il suo auriga lo rimprovera per la sua codardia. Lo scontro si consuma ad un guado: Conall uccide l'eterno rivale, ma rimane a sua volta morente per la ferocia della battaglia. Viene salvato da un uomo del Connacht, Bélchú di Breifne, che se lo porta a casa e ne cura le ferite, pensando di sfidarlo non appena si sarà ripreso. Ma il proposito onorevole viene presto abbandonato: Bélchú chiede ai suoi tre figli di uccidere l'eroe nel suo letto. Conall ha però sentito tutto: prima costringe al suo posto Bélchú, che viene ucciso dai suoi figli ignari, quindi taglia le teste a tutti, Bélchú compreso, e se le porta a casa.

## Ultimi anni
Dopo la morte di Conchobar mac Nessa e di suo figlio Cormac Cond Longas a Conall viene offerta la corona dell'Ulster, ma egli rifiuta, proponendo invece il suo figlioccio, il cadetto di Conchobar, Cúscraid, infine proclamato re.
Negli ultimi anni della sua vita Conall si reca alla corte del Connacht, Ailill e Medb, gli unici in grado di controllarlo, almeno finché fossero stati in grado di soddisfare il suo grandioso appetito. Quando Ailill però viene scoperto dalla moglie a tradirla, Medb incarica Conall di uccidere suo marito, cosa che Conall fa con piacer, visto che fu Ailill ad uccidere l'amico Fergus mac Róich. In seguito dovette fuggire e braccato venne infine vinto e ucciso ad un guado dagli uomini del Connacht. La tradizione orale pone l'episodio presso la città di Ballyconnell, nella Contea di Cavan.

## Genealogie
Cosa strana per un eroe della mitologia pagana Conall appare nelle genealogia irlandesi medievali come antenato dei re del Dál nAraidi e del Uí Echach Cobo.
Il leggendario Re Supremo Mal mac Rochride era considerato a sua volta tra i suoi discendenti.